# 내 깡패 같은 애인
《내 깡패 같은 애인》은 2010년 개봉한 대한민국의 로맨틱 코미디 영화이다.

## 캐스팅
- 박중훈 - 동철 역
- 정유미 - 세진 역
- 박원상 - 종서 역
- 정우혁 - 김 사장 역
- 정인기 - 박 반장 역
- 권율 - 재영 역
- 노승범 - 봉수 역
- 민경진 - 세진 부 역
- 임기홍 - 기호 역
- 이준혁 - 마지막 면접관 1 역
- 유지연 - 면접 안내 역
- 이채은 - 간호사 1 역
- 차수미 - 간호사 2 역
- 박정원 - 조직원 3 역
- 송영재 - 가무면접관 1 역 (특별출연)
- 한철우 - 가무면접관 2 역 (특별출연)
- 양은용 - 의사 역 (특별출연)
- 손진환 - 의사 역 (특별출연)
- 강이슬 - 마담 역 (특별출연)